# Mount Alibi
Mount Alibi är ett berg i Antarktis. Det ligger i Västantarktis. Argentina, Chile och Storbritannien gör anspråk på området. Toppen på Mount Alibi är 1 039 meter över havet, eller 529 meter över den omgivande terrängen. Bredden vid basen är 5,4 km.
Terrängen runt Mount Alibi är huvudsakligen kuperad, men åt sydost är den platt. Trakten är obefolkad. Det finns inga samhällen i närheten. 